# Знаменская улица (Великий Новгород)
Зна́менская улица находится в Великом Новгороде, на Торговой стороне, на территории исторического Славенского конца.
Начинается в южной части Словенского холма (Славно) в 50 м от берега Волхова и по прямой проходит до Знаменского собора и Знаменского переулка. Протяжённость — 730 м.
Изначальное и правильное название улицы - Ильина. Одна из древнейших в Славенском конце, эта улица была именована в честь стоящей в ее начале церкви Ильи Пророка (на Славне), известной еще с 1105 года. Впоследствии по ошибке была названа Знаменской в результате осуществления плана 1778 года по перепланировке Новгорода. В XIX—XX вв. тем не менее называлась Большая Ильинская, а на плане 1920-х — 1930-х гг. обозначена как Ильинская. 9 января 1964 года решением Новгорисполкома была переименована в улицу Красилова.
12 сентября 1991 года ей было опять присвоено современное ошибочное название.
Застроена частными домами. На Знаменской находятся церкви Ильи Пророка на Славне, Петра и Павла на Славне, Филиппа апостола, резиденция новгородского архиерея. На этой улице когда-то был возведен и знаменитый храм Спаса Преображения на Ильине, но постройка в XVII веке большого храмового комплекса Знаменского собора укоротила улицу.
Начало освоения территории на раскопе Знаменский 15, впервые разделённой плетнёвыми оградами на участки, относится к концу X века. В 2018 году в раскопе на улице Знаменская дом 15 в усадьбе в слое первой половины XII века была найдена деревянная дощечка с надписью «У (такого-то) гривна / ис(тине?)», которая, возможно, является необычной долговой распиской-векселем, оформленным по установленной форме, то есть это письменный источник финансового, долгового характера.